# Hrabstwo Aurora
Hrabstwo Aurora (ang. Aurora County) – hrabstwo w stanie Dakota Południowa w Stanach Zjednoczonych. Obszar całkowity hrabstwa obejmuje powierzchnię 712,53 mil² (1845,44 km²). Według szacunków United States Census Bureau w roku 2009 miało 2868 mieszkańców.
Hrabstwo powstało w 1881 roku. 

## Miejscowości
- Plankinton
- Stickney
- White Lake

## CDP
- Aurora Center
- Storla